# Tenth Air Force

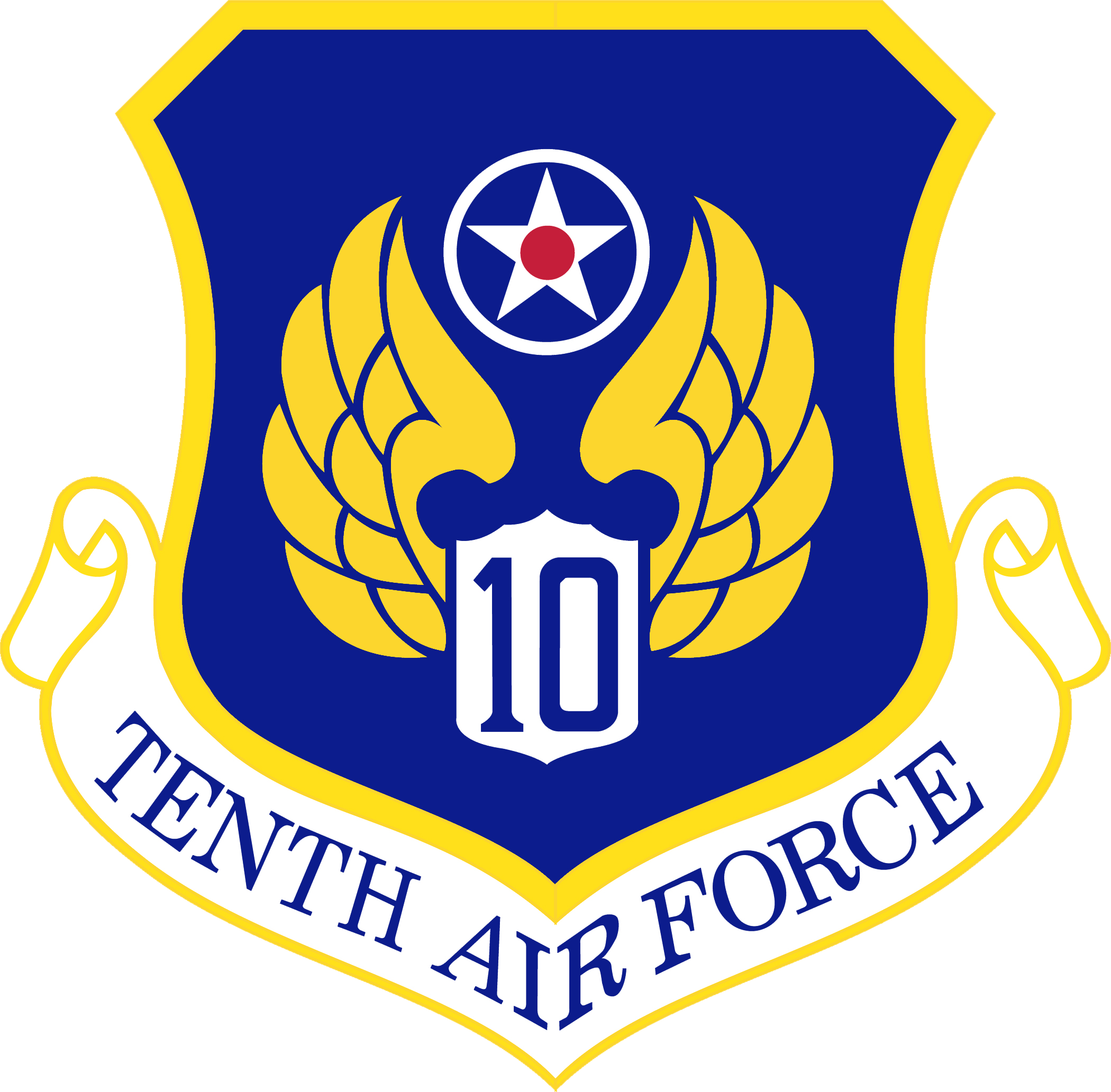
Stemma della Tenth Air Force

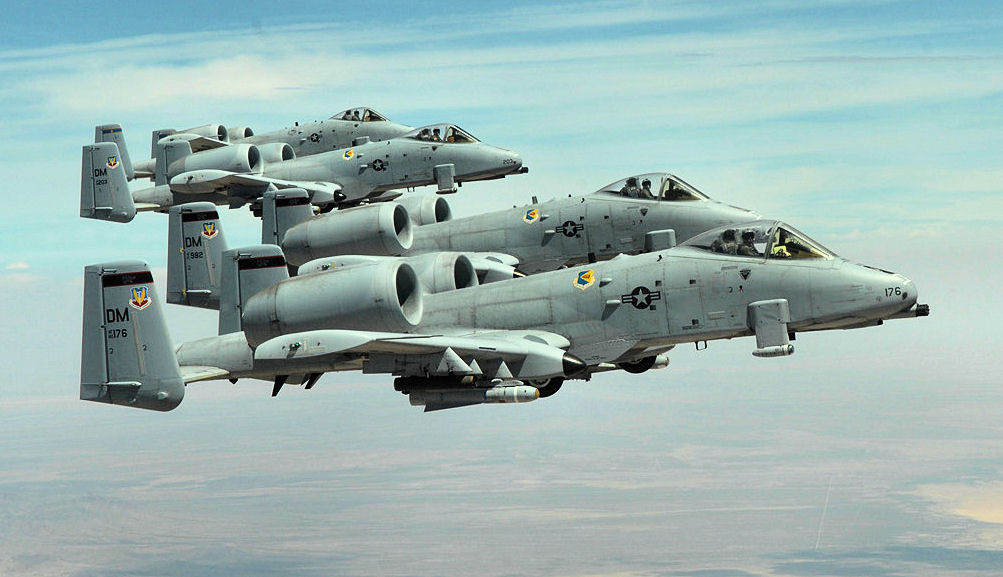
2008. Quattro A-10 del 355th Fighter Wing, di stanza alla Davis–Monthan Air Force Base, in formazione sull'Arizona.

La Tenth Air Force (10 AF) (in italiano: Decima Forza Aerea) è una Numbered Air Force (forza aerea numerata) dell'United States Air Force Reserve (AFRC). Ha il suo quartier generale nella Naval Air Station Joint Reserve Base Fort Worth (Texas).
Il comando dirige le attività di 14 000 riservisti e 950 civili dislocati in 30 installazioni militari sparse negli Stati Uniti. Inoltre, unità della Tenth Air Force tengono in esercizio satelliti tanto per conto dello United States Space Command, quanto per conto della NOAA.
La Tenth Air Force era in origine un'unità aerea combattente delle USAAF creata per le operazioni in India, Birmania ed Indocina durante nella Seconda guerra mondiale, nel China Burma India Theater. Fu costituita a Nuova Delhi il 12 febbraio 1942, attorno ad un nucleo di avieri appena giunti da Giava e dalle Filippine, al comando del generale Lewis H. Brereton. Negli anni successivi alla Seconda guerra mondiale, la Tenth Air Force operò nel quadro dei programmi dell'Aerospace Defense Command (Air Defense Command) e dell'Air Force Reserve.
Nel 2012, la 10 AF è comandata dal maggior generale Frank J. Padilla.

## Sinossi

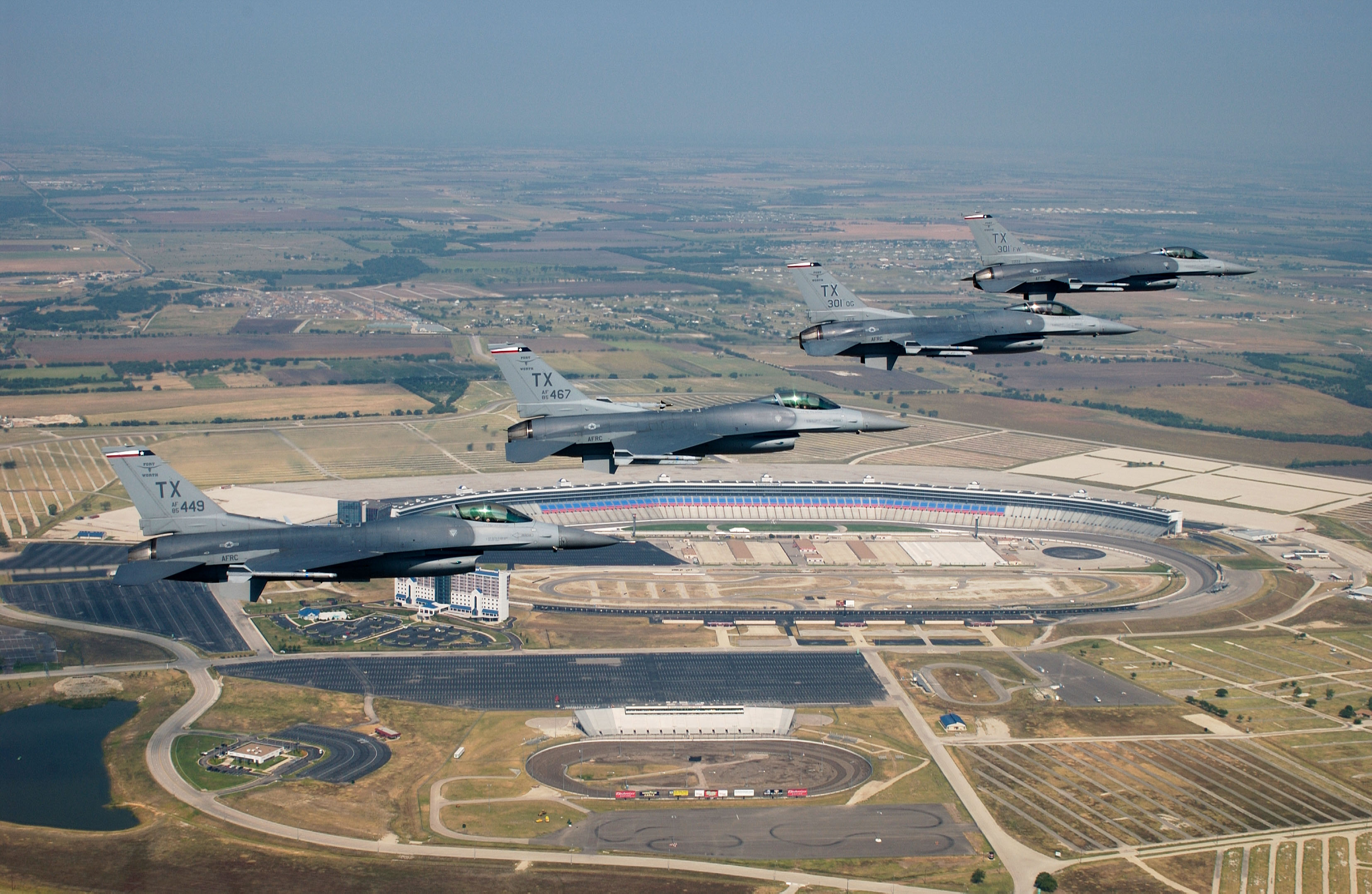
Agosto 2003. Quattro caccia General Dynamics F-16C Block 30A F-16C Fighting Falcon dell'AFRC, (301st Fighter Wing, Naval Air Station/Joint Reserve Base, Carswell Air Base, Texas) sorvolano in formazione il Texas Motor Speedway.

La 10 AF è preposta a gestire e comandare sei unità caccia, tre unità di soccorso aereo geograficamente remote dal comando, un'unità bombardieri, un'unità associata al servizio AWACS, uno stormo per operazioni speciali, uno stormo per attività spaziali, un Regional Support Group, e più di 120 unità non di volo, cui sono affidati ruoli di logistica o di altro supporto.
Il comando dirige le attività di 14 000 riservisti e 950 civili dislocati in 30 basi militari negli Stati Uniti. Con 87 nuclei animati da personale in servizio permanente, e 93 di riservisti, la Tenth ed il 610th Regional Support Group tengono sotto controllo ed assistono le loro unità dipendenti nell'intento di garantire l'effettività della missione ad esse assegnate: integrare le unità aeree "in servizio attivo", dispiegando reparti pronti all'impiego operativo, soddisfacendo lo standard prefissato allarme/attivazione (protocollo nazionale di prontezza operativa). In caso di mobilitazione, le unità di volo ed i relativi elementi di supporto sono posti sotto il comando di Air Combat Command (ACC), Air Force Special Operations Command (AFSOC), Air Force Space Command (AFSPC) ed Air Education and Training Command (AETC).
Nell'ambito della guerra al terrorismo, si impiegano normalmente riservisti della 10 AF nell'ambito di corpi aerei di spedizione che agiscono in aree di combattimento in Asia centrale e sud-occidentale.

## Reparti
Quello che segue è un elenco dei reparti operativi della Tenth Air Force.

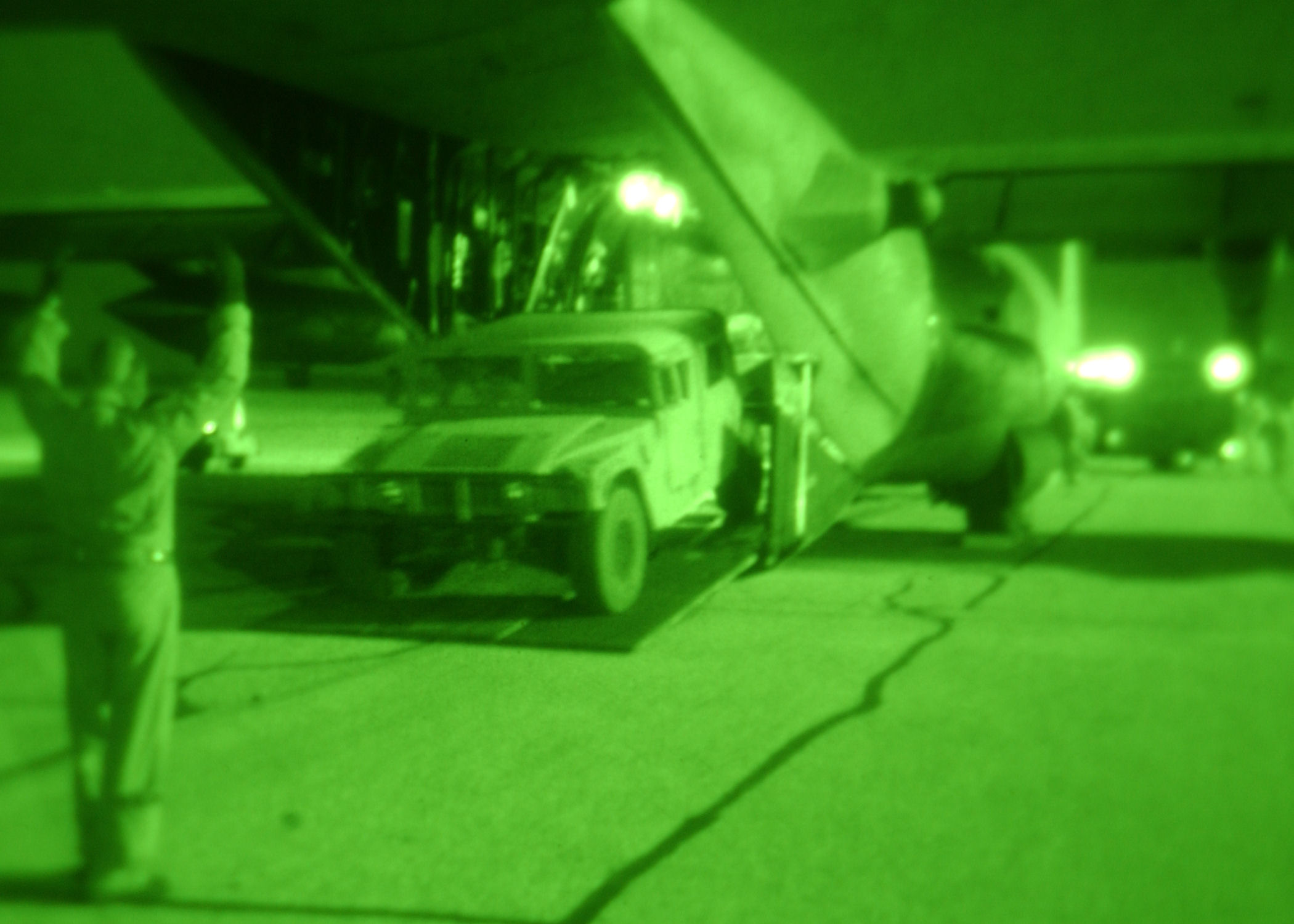
2010. Personale del 919th Special Operations Wing durante un'esercitazione di imbarco notturna di un'unità speciale per infiltrazione rapida.

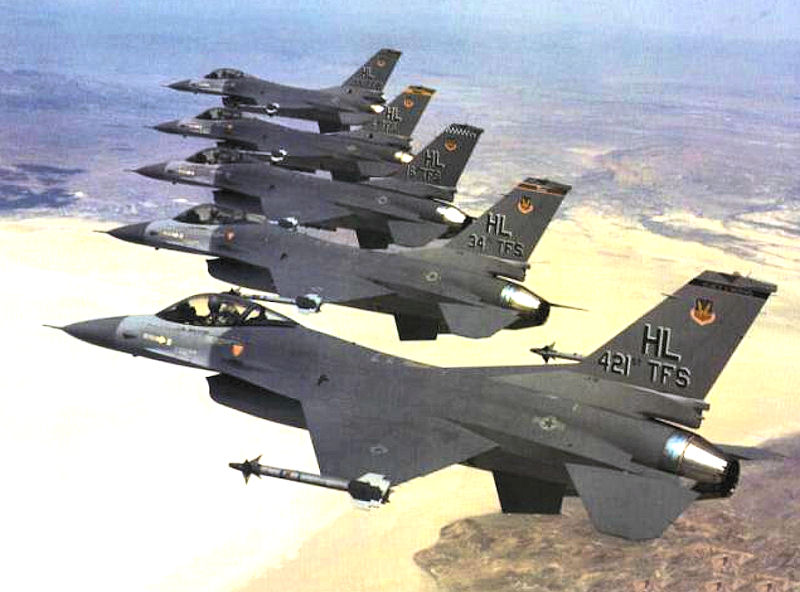
Anni 1980. F-16 del 388th Fighter Wing, Hill AFB

- Forze aeree da combattimento

301st Fighter Wing – NAS JRB Fort Worth, Texas
419th Fighter Wing – Hill AFB, Utah
442d Fighter Wing – Whiteman AFB, Missouri
482d Fighter Wing – Homestead ARB, Florida
917th Wing – Barksdale AFB, Louisiana
919th Special Operations Wing – Eglin AFB, Florida
920th Rescue Wing – Patrick AFB, Florida
477th Fighter Group – Elmendorf AFB, Alaska
926th Group – Nellis AFB, Nevada
943d Rescue Group – Davis Monthan AFB, Arizona
- Regional Support Groups

610th Regional Support Group – NAS JRB Fort Worth, Texas
- Forze per attività spaziali

310th Space Wing – Schriever AFB, Colorado
- Forze per addestramento piloti

944th Fighter Wing – Luke AFB, Arizona
340th Flying Training Group – Randolph AFB, Texas
- Forze di comando/controllo

940th Wing – Beale AFB, California
513th Air Control Group – Tinker AFB, Oklahoma
Nelle seguenti località sono ospitati altri squadroni e basi operative della 10th Air Force:
- Columbus Air Force Base, Mississippi
- Vance Air Force Base, Oklahoma [38]
- Joint Base Pearl Harbor-Hickam, Hawaii
- Holloman Air Force Base, New Mexico [39]
- Langley Air Force Base, Virginia
- Laughlin Air Force Base, California [40]
- March ARB, Texas

- Moody Air Force Base, Georgia [41]
- Offut Air Force Base, Nebraska [42]
- Portland IAP, Oregon
- Sheppard Air Force Base, Texas [43]
- United States Air Force Academy, California [44]
- Vandenberg Air Force Base, California
- Beale Air Force Base, California [36]

## Storia

### Seconda guerra mondiale

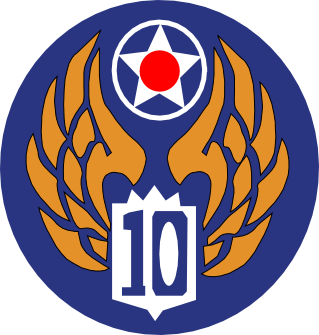
Emblema della 10th Air Force come reparto USAAF.

La 10 AF fu costituita il 4 febbraio 1942 ed attivata il successivo 12 febbraio, attorno ad un nucleo di avieri appena giunti da Giava e dalle Filippine, al comando del maggior generale Lewis H. Brereton. Aveva il quartier generale a Nuova Delhi. Il personale necessario raggiunse l'India in un periodo di tre mesi, da marzo a maggio 1942. Aveva l'incarico di creare, far funzionare e proteggere il collegamento India-Cina, comunemente chiamato ponte aereo Hump ("Gobba"), tra l'8 aprile ed il primo dicembre 1942, prima con il suo Assam-Burma-China Command fino al 16 luglio, poi con l' India-China Ferry Command fino al primo dicembre, quando la "giurisdizione" sul ponte aereo passò all'Air Transport Command.
La 10 AF inizialmente si occupò del comando di tutte le operazioni di combattimento USAAF nel China Burma India Theater sotto la responsabilità del comandante di teatro tenente generale Joseph Stillwell. Le unità con base in Cina erano controllate dalla China Air Task Force della 10 AF, creata il 4 luglio 1942 in sostituzione dell'American Volunteer Group, e comandata dal brigadier generale Claire Chennault. Le unità con base in India erano controllate dall'India Air Task Force, creata l'8 ottobre 1942, comandata dal brigadier generale Caleb V. Haynes.
Nel marzo 1943 la China Air Task Force fu disciolta ed i suoi componenti andarono a sostanziare la nuova Fourteenth Air Force, attivata in Cina sotto la guida di Chennault. La Tenth operò in India e Birmania inquadrata nell'Allied Eastern Air Command finché esso si trasferì in Cina a fine luglio 1945.
La Tenth Air Force condusse operazioni offensive di bombardamento strategico in Birmania e sostenne gli sforzi terrestri alleati con il supporto aerotattico ed operazioni contro installazioni giapponesi di comunicazione e approvvigionamento. Finita la guerra in Cina, il quartier generale della 10 AF lasciò Shanghai il 15 dicembre 1945, venendo aggregato alle Army Service Forces presso Fort Lawton (Washington) dove l'ultimo personale rimanente fu smobilitato ed il comando disattivato, venendo restituito al comando generale USAAF il 6 gennaio 1946.

### Air Defense Command

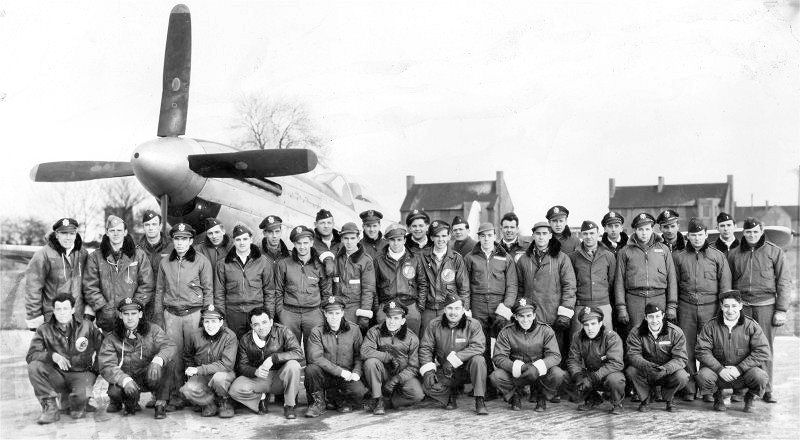
1946. Avieri USAAF (436th Fighter Squadron).

Nel marzo 1946, terminata la guerra, il comandante in capo delle USAAF, generale Carl Spaatz aveva intrapreso una decisiva riorganizzazione delle USAAF che contemplava anche l'istituzione di Major Commands (MAJCOM), posti alle dirette dipendenze del quartier generale delle United States Army Air Forces. Il comando denominato Continental Air Forces fu disattivato, e la Tenth fu assegnata al postbellico Air Defense Command nel marzo 1946 e successivamente (dicembre 1948) al Continental Air Command (ConAC) il cui principale campo d'azione era la difesa aerea.
Il comando fu riattivato il 24 maggio 1946 a Brooks Field (in seguito AFB) (Texas). Fu trasferito ad Offutt Air Force Base (Nebraska) il primo luglio 1948; a Fort Benjamin Harrison (in seguito, Benjamin Harrison AFB) (Indiana) il 25 settembre 1948. Era originariamente preposta a garantire la difesa aerea ad un'ampia regione dal Kentucky al Montana; dai Four Corners del Colorado sud-occidentale alla punta nord-orientale del Minnesota, e a nord dei confini di Nuovo Messico, Oklahoma, Arkansas e Tennessee.
Il 56th Fighter Wing di Selfridge AFB (Michigan) si unì alla Tenth Air Force il primo dicembre 1948, trasferendosi dalla Fifteenth Air Force del SAC.
Oltre alla responsabilità command and control delle unità di intercettori USAF "in servizio attivo" nella sua regione, divenne altresì l'organizzazione di comando dei reparti di Air Force Reserve ed Air National Guard. A partire dal 1949 con l'istituzione di Western Air Defense Force (WADF) e Eastern Air Defense Force (EADF), la missione di difesa aerea del comando fu trasferita alla WADF, lasciando la 10 AF libera di dedicarsi ai suoi compiti di addestramento per le forze di riserva. La Fourth Region era una delle cinque regioni della Riserva e divenne operativa dal primo settembre 1960 sotto il controllo del Continental Air Command (CAC), e di conseguenza lo stesso primo settembre la 10 AF fu disattivata.
Quindi, trasferitasi a Selfridge AFB (Michigan) il 16 gennaio 1950 per un decennio si focalizzò appunto sui predetti compiti addestrativi in favore dei riservisti. Il primo luglio 1060 fu costituita la Fourth Air Force Reserve Region. (Quarta regione dell'Air Force Reserve). La Fourth Region era una delle cinque regioni della Riserva e divenne operativa sotto il controllo del Continental Air Command (CAC) il primo settembre 1960, e di conseguenza lo stesso giorno la 10 AF fu disattivata.
Il reparto di cui parliamo in questa voce fu riattivato il 20 gennaio 1966, a Richards-Gebaur AFB (Missouri) nell'ambito dell'Air Defense Command con la disattivazione della sua organizzazione di Air Defense Sectors (Settori della difesa aerea). L'area affidata alla sua responsabilità era la regione centrale degli Stati Uniti dalla parte ad est delle Montagne Rocciose al fiume Mississippi e la penisola settentrionale del Michigan.
Il 16 gennaio 1968 l'Air Defense Command fu ridenominato Aerospace Defense Command (ADCOM) nel contesto di una ristrutturazione della difesa aerea prestata dall'USAF. Il secondo periodo di servizio della 10 AF, tuttavia, ebbe vita breve, ed il comando fu nuovamente disciolto (31 dicembre 1969) in seguito ad una radicale riorganizzazione nell'ADCOM della First, Fourth, Tenth Air Forces e parecchie Air Divisions. Questa riorganizzazione scaturiva dalla necessità di eliminare, in ADCOM, alcuni livelli intermedi di comando, per effetto di restrizioni finanziarie e della percepita minor necessità di una difesa aerea continentale da opporre ad attacchi aerei sovietici.
L'ADCOM riassegnò prevalentemente alla 14th, 23d e 24th Air Division le unità già appartenute alla disattivata Tenth Air Force.

### Air Force Reserve

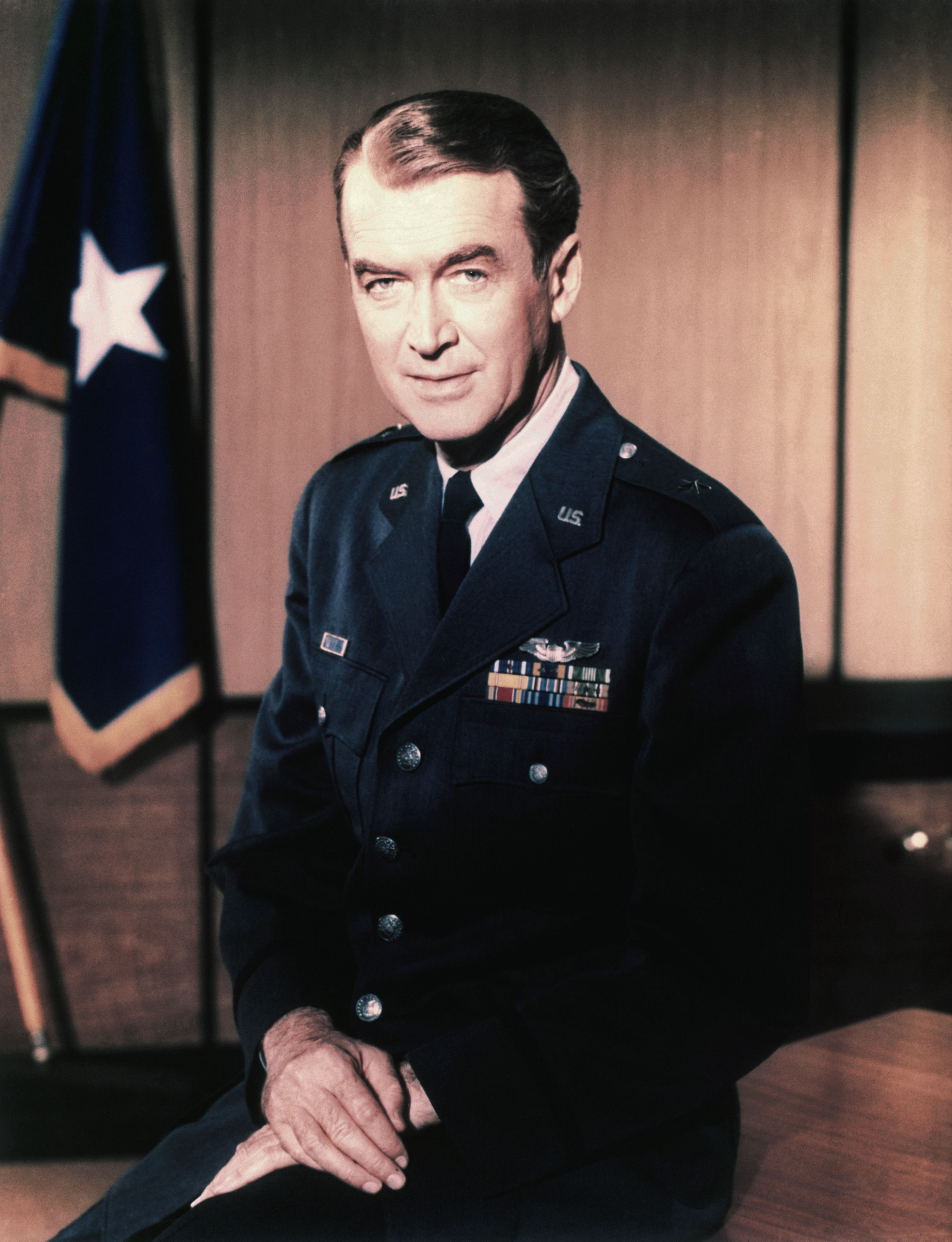
Il brigadier generale AFRC James Stewart nel 1960.

Il Continental Air Command fu smantellato il primo agosto 1968 e fu sostituito dall'Headquarters Air Force Reserve, posto nella Robins Air Force Base, in Georgia. Nel luglio 1969, la Fourth Region si spostò da Randolph AFB a Ellington AFB, vicino a Houston (Texas). Il 31 dicembre 1969, le cinque regioni furono fuse in tre. Le competenze di Fourth e Fifth Region furono accorpate nella nuova Central Air Force Reserve Region. La Eastern Region subentrò nelle aree già sorvegliate da First e Second Region, la Sixth Region divenne la Western Region. Questo cambiamento ampliò l'area di competenza della Central Region (da cinque stati a 14), che in tal modo spaziava dal confine canadese a quello messicano. Ma il "rimpasto" determinò anche una nuova disattivazione della 10 AF (sempre l'ultimo giorno del 1969).
Quando le attività operative dell'Air Force furono gradualmente allontanate da Ellington AFB, il quartier generale della Central Region si trasferì a Bergstrom AFB presso Austin (Texas), il 10 marzo 1976. L'intera struttura intermedia di gestione dell'Air Force Reserve fu poi restituita all'operatività l'8 ottobre 1976; e le Reseerve Regions furono disattivate e sostituite dalla Tenth Air Force, tuttora attiva. Con la nuova denominazione di Tenth Air Force (Reserve) dal 24 settembre 1976, l'unità divenne attiva nella Reserve l'8 ottobre 1976 a Bergstrom AFB (Texas), assegnata all'Air Force Reserve. Riprese il nome di Tenth Air Force il primo dicembre 1985.
Di conseguenza, il reparto assunse il comando su tutte le unità che l'Air Force Reserve aveva acquisito, sia dal Tactical Air Command (TAC), sia dallo Strategic Air Command (SAC), a prescindere dall'ubicazione geografica. Con la disattivazione di TAC e SAC nel 1992, la Tenth Air Force è oggi competente per la supervisione di comando relativa a unità della riserva di caccia, bombardieri, soccorso, AWACS, operazioni speciali, addestramento al volo, squadre da battaglia per operazioni di combattimento aereo e per operazioni spaziali.

### Evoluzione cronologica
- Istituita come 10th Air Force il 4 febbraio 1942.

Attivata il 12 febbraio 1942
Ridenominata Tenth Air Force il 18 settembre 1942
Disattivata il 6 gennaio 1946
- Attivata il 24 maggio 1946

Disattivata il 1º settembre 1960
- Attivata il 20 gennaio 1966

Organizzata il 1º aprile 1966
Disattivata il 31 dicembre 1969
- Ridenominata Tenth Air Force (Reserve) il 24 settembre 1976

Attivata l'8 ottobre 1976
Ridenominata Tenth Air Force il primo dicembre 1985

### Assegnazioni (a comandi superiori)
- Air Force Combat Command, 12 febbraio 1942
- U.S. Army Forces in China-Burma-India Theater, 5 marzo 1942
- Army Air Forces, India-Burma Sector, 21 agosto 1943

Aggregata all'Eastern Air Command, 15 dicembre 1943 – 1º giugno 1945
Successivamente aggregata allo Strategic Air Force, Eastern Air Command, 15 dicembre 1943 – 20 giugno 1944
- Army Air Forces, India-Burma Theater, 27 ottobre 1944
- Army Air Forces, China Theater, 6 luglio 1945
- U.S. Army Air Forces, China Theater, 25 agosto 1945
- Army Service Forces, Seattle Port of Embarkation, 5–6 gennaio 1946
- Air Defense Command, 24 maggio 1946
- Continental Air Command, 1º dicembre 1948 – 1º settembre 1960
- Air (in seguito, Aerospace) Defense Command, 20 gennaio 1966 – 31 dicembre 1969
- Air Force Reserve (in seguito, Air Force Reserve Command), 8 ottobre 1976 – oggi

### Componenti

#### Comandi
- IX Air Service Area: 19 marzo – 1º luglio 1948
- X Air Force Service: 1º febbraio – 20 agosto 1943
- XXI Air Force Service: 19 marzo – 1º luglio 1948
- Karachi American Air Base: 13 febbraio – 20 agosto 1943

#### Air Divisions
- 30th Air Division: 16 dicembre 1949 – 1º settembre 1950; 1º aprile 1966-18 settembre 1968
- 73d Air Division: 1º luglio 1948 – 27 giugno 1949
- 96th Air Division: 1º luglio 1948 – 27 giugno 1949
- 322d Air Division: 1º luglio 1948 – 27 giugno 1949
- 323d Air Division: 1º luglio 1948 – 27 giugno 1949.
- 20th Air Division: 1º aprile 1966 – 31 dicembre 1967

- 28th Air Division: 1º aprile 1966 – 19 novembre 1969
- 29th Air Division: 1º aprile 1966 – 15 settembre 1969
- 31st Air Division: 1º luglio 1968 – 31 dicembre 1969
- 24th Air Division: 19 novembre – 1º dicembre 1969
- 25th Air Division: 15 settembre – 1º dicembre 1969
- 26th Air Division: 19 novembre – 1º dicembre 1969
- 27th Air Division: 15 settembre – 19 novembre 1969

#### Distretto
- 2 Air Reserve: 1º dicembre 1951 – 1º aprile 1954.

#### Regioni
- Fourth Air Force Reserve: 1º luglio – 1º settembre 1960
- Fifth Air Force Reserve: 1º luglio – 1º settembre 1960

#### Wings (stormi)
- 552d Airborne Early Warning and Control Wing, 15 settembre – 15 novembre 1969
- 4780th Air Defense Wing (Addestramento), 1º luglio 1968 – 15 novembre 1969

### Guarnigioni
- Patterson Field, Ohio 4 febbraio 1942
- New Delhi, India, marzo–maggio 1942
- Barrackpore, India. ottobre 1943
- Belvedere Palace, Calcutta, India, gennaio 1944
- Kanjikoah, India, giugno 1944
- Myitkyina, Birmania, novembre 1944
- Bhamo, Birmania, febbraio 1945
- Piardoba, India maggio 1945
- Kunming, Cina, giugno–luglio 1945
- Liuchow, Cina, agosto 1945
- Kunming, Cina, giugno–luglio 1945

- Liuchow, Cina, agosto 1945
- Kunming, Cina, agosto 1945
- Shanghai, Cina, ottobre 1945
- Fort Lawton, Washington, 5–6 gennaio 1946
- Brooks Field (in seguito, AFB), Texas, 24 maggio 1946
- Offut Air Force Base, Nebraska, 1º luglio 1948
- Selfridge Air Force Base, Michigan, gennaio 1950 - 1º settembre 1960
- Richards-Gebaur Air Force Base, Missouri, 1º aprile 1966 – 31 dicembre 1969
- Bergstrom Air Force Base, Texas, 8 ottobre 1976
- Carswell ARS, Texas, 30 giugno 1996